# Задний мозг
Задний мозг, или метэнцефалон (лат. metencephalon, англ. metencephalon) — это вторичный мозговой пузырь, развивающийся из передней части эмбрионального ромбовидного мозга, или, иначе говоря, из передней части первичного заднего мозгового пузыря. В дальнейшем задний мозг (метэнцефалон) даёт начало варолиевому мосту и мозжечку. Задняя же часть ромбовидного мозга превращается в миелэнцефалон, из которого образуется продолговатый мозг.
| Первичный мозговой пузырь | Вторичные мозговые пузыри | Первичные ромбомеры | Вторичные ромбомеры   |
| ------------------------- | ------------------------- | ------------------- | --------------------- |
| Ромбэнцефалон (Rh)        | Метэнцефалон (Mt)         | A                   | Перешеек (истмус (I)) |
| Ромбэнцефалон (Rh)        | Метэнцефалон (Mt)         | A                   | Rh1                   |
| Ромбэнцефалон (Rh)        | Метэнцефалон (Mt)         | A                   | Rh2                   |
| Ромбэнцефалон (Rh)        | Метэнцефалон (Mt)         | A                   | Rh3                   |
| Ромбэнцефалон (Rh)        | Миелэнцефалон (My)        | B                   | Rh4                   |
| Ромбэнцефалон (Rh)        | Миелэнцефалон (My)        | C                   | Rh5                   |
| Ромбэнцефалон (Rh)        | Миелэнцефалон (My)        | C                   | Rh6                   |
| Ромбэнцефалон (Rh)        | Миелэнцефалон (My)        | C                   | Rh7                   |
| Ромбэнцефалон (Rh)        | Миелэнцефалон (My)        | D                   | Rh8                   |